# Anania fusalis
Anania fusalis là một loài bướm đêm trong họ Crambidae.